# Буй Микола Степанович
Мико́ла Степа́нович Буй (нар. 22 травня 1996, Гоголів) — український футболіст, півзахисник.

## Життєпис
Микола Буй народився 22 травня 1996 року. Почав тренуватися в Червонограді, у тренера Романа Марича. У ДЮФЛУ з 2009 по 2013 рік виступав у складі «Львова».
Із 2013 по 2016 рік виступав в аматорських футбольних клубах Львівської області: «Богун-Броди» (2013), «Сокаль-Волком» (2014), «Гірник» (Соснівка) (2014—2016), «Шахтар» (Червоноград) (2015). Граючи за «Гірник», працював на шахті. 2016 року грав за «Рочин» (Соснівка) у чемпіонаті України серед аматорів (6 матчів, 3 голи).
У липні 2016 року підписав контракт із представником Першої ліги маріупольським «Іллічівцем». У складі «Іллічівця» дебютував 26 серпня 2016 року в матчі Першої ліги проти клубу «Оболонь-Бровар». Також виступав у складі друголігового фарм-клубу приазовців, команді «Іллічівець-2».
26 червня 2017 року став гравцем «Руху» (Винники). У цій команді Микола провів два сезони у першій лізі, утім у кінці сезону 2018/19 Буй зазнав важкої травми і по його завершенню «Рух» відпустив гравця вільним агентом.
Відновившись від травми у жовтні 2019 року Буй підписав угоду з «Агробізнесом». 27 жовтня дебютував у складі волочиської команди в матчі 15 туру в першій лізі в Києві проти «Оболонь-Бровара» (1:2), втім закріпитись у клубі не зумів, зігравши до кінця року лише 4 гри у чемпіонаті і у лютому 2020 року покинув клуб, контракт розірвано за згодою сторін.
Надалі Буй недовго пограв за аматорський «Самбір», а в серпні 2020 року підписав контракт з «Епіцентром» з Дунаївців. У сезоні 2020/21 у складі команди забив 4 голи у 2 матчах Кубка України, в тому числі зробив хет-трик у матчі зі львівськими «Карпатами» (4:0), ставши найкращим бомбардиром турніру.

## Титули і досягнення
- Найкращий бомбардир Кубку України: 2020/21 (4 голи)

## Особисте життя
2018 року одружився з дівчиною Мартою, від якої має сина.